# Foisches
Foisches è un comune francese di 252 abitanti situato nel dipartimento delle Ardenne nella regione del Grand Est.

## Storia

### Simboli
Lo stemma è stato adottato il 18 febbraio 2002.

## Società

### Evoluzione demografica
Abitanti censiti